# Astichus
Astichus is een geslacht van vliesvleugeligen uit de familie Eulophidae. De wetenschappelijke naam van dit geslacht is voor het eerst geldig gepubliceerd in 1856 door Förster.

## Soorten
Het geslacht Astichus omvat de volgende soorten:
- Astichus arithmeticus (Förster, 1851)
- Astichus arizonensis Ashmead, 1888
- Astichus bachmaieri Doganlar, 1992
- Astichus bilineatus (Girault, 1915)
- Astichus ciliatus Howard, 1897
- Astichus cyaneus Ashmead, 1901
- Astichus gracilis Neser, 2012
- Astichus grootaerti Boucek, 1988
- Astichus intermedius Hedqvist, 1969
- Astichus longevittatus Masi, 1925
- Astichus maculatus Hedqvist, 1969
- Astichus maculipennis (Walker, 1872)
- Astichus masahiroi Tachikawa, 1987
- Astichus micans Neser, 2012
- Astichus mirissimus (Girault, 1933)
- Astichus mirus (Girault, 1920)
- Astichus miyatakei Tachikawa, 1977
- Astichus mutsuoi Tachikawa, 1984
- Astichus naiadis Neser, 2012
- Astichus notus Yoshimoto, 1970
- Astichus polyporicola Hedqvist, 1969
- Astichus pulchrilineatus Gahan, 1927
- Astichus quadrimaculatus (Ashmead, 1894)
- Astichus sakaii Tachikawa, 1977
- Astichus silvani Neser, 2012
- Astichus solutus Förster, 1856
- Astichus speciosus (Girault, 1927)
- Astichus tauricus Boucek, 1963
- Astichus townesi Tachikawa, 1983
- Astichus trifasciatipennis (Girault, 1913)